# Bellator 27
 Bellator XXVII  foi um evento de MMA organizado pelo Bellator Fighting Championships ocorrido no dia 2 de setembro de 2010 no Majestic Theatre em San Antonio, Texas.  O evento foi transmitido na Fox Sports Net e suas afiliadas regionais.